# Marcy (Ródano)
Marcy é uma comuna francesa na região administrativa de Auvérnia-Ródano-Alpes, no departamento do Ródano. Estende-se por uma área de 3.33 km². Em 2010 a comuna tinha 783 habitantes (densidade: 235,1 hab./km²).